# 의도하지 않은 임신
의도하지 않은 임신(unintended pregnancy)은 수정 당시에 시기가 맞지 않거나 원치 않는 임신이다. 계획되지 않은 임신이라고도 한다.
선택 또는 강압을 통해 효과적인 피임법을 사용하지 않는 질 성교는 의도하지 않은 임신의 주요 원인이다. 전 세계적으로 의도하지 않은 임신율은 전체 임신의 약 45%(연간 총 1억 2천만 건의 의도하지 않은 임신)이지만, 지역 및 사회 인구학적 그룹에 따라 다르다. 의도하지 않은 임신은 원치 않는 임신 또는 시기가 맞지 않는 임신일 수 있다. 의도하지 않은 임신이 낙태를 하는 주된 이유이지만, 의도하지 않은 임신은 출산이나 유산과 같은 다른 결과로 이어질 수도 있다.
의도하지 않은 임신은 임신 결과에 관계없이 수많은 산모 및 아동 건강 결과가 좋지 않은 것과 관련이 있다. 의도하지 않은 임신율을 줄이기 위한 노력은 향상된 상담과 피임 접근성 장벽 제거를 통해 효과적인 피임 접근성을 개선하는 데 중점을 두었다.

## 정의
의도하지 않은 임신율에 대한 연구는 임신을 "의도된" 또는 "의도하지 않은" 것으로 분류하는 것이 임신 자체 또는 전반적인 생식 계획에 대한 개인이나 부부의 감정에 대한 복잡한 고려 사항을 포착하지 못하기 때문에 어렵다. 그러나 데이터 수집을 위해 "의도하지 않은 임신"은 여성이 미래에 임신하기를 원했지만 임신 당시에 원치 않았거나, 그때나 미래에 임신하기를 원치 않았을 때 발생한 임신으로 정의된다.
반대로 "의도된 임신"은 임신 당시에 의식적으로 원했거나 그 이전에 원했던 임신이다. 연구 목적으로는 명시적으로 "의도하지 않은" 것으로 분류되지 않은 모든 임신이 합쳐지며, 여기에는 임산부가 임신에 대해 양가적 감정을 느끼거나 불확실하다고 느끼는 임신도 포함된다. 대부분의 출처는 임신이 의도하지 않았는지 정의할 때 여성의 의도만 고려하지만, 일부 출처는 남성 파트너의 의도도 고려한다.
임신을 "의도하지 않은" 것으로 표현하는 것은 임신이 환영받는지 여부 또는 임신의 결과가 무엇인지 나타내지 않는다. 의도하지 않은 임신은 낙태, 유산 또는 출산으로 끝날 수 있다.

## 역학

### 세계적 발생률
2010년에서 2014년 사이에 전 세계적으로 의도하지 않은 임신율은 전체 임신의 약 44%로 추정되며, 이는 15세에서 44세 여성 1000명당 약 62건의 의도하지 않은 임신에 해당한다. 대부분의 지역에서 의도하지 않은 임신율이 서서히 감소하고 있지만, 지역별로 추정되는 의도하지 않은 임신율은 다르다. 라틴 아메리카와 아프리카 등 저소득 지역에서는 여성 1000명당 96명, 89명으로 추정되는 반면, 북아메리카와 유럽 등 고소득 지역에서는 각각 47명, 41명으로 추정된다. 원치 않는 임신은 전 세계적으로, 특히 저소득 및 중간소득 국가에서 여전히 주요 공중 보건 문제이다. 아시아에서 원치 않는 임신 건수는 연간 5,380만 건으로 추정된다. 2010년에서 2014년 사이에 아시아 여성 중 15세에서 44세 여성의 약 5.4%가 의도하지 않은 임신을 한 것으로 추정된다.
유엔 인구 기금은 전 세계적으로 매년 발생하는 모든 임신의 거의 절반인 1억 2,100만 건의 임신이 의도하지 않은 임신이라고 설명한다.

### 국가/지역별 발생률

#### 유럽
1990년–1994년에서 2010년–2014년 사이에 유럽의 의도하지 않은 임신율은 15세에서 44세 여성 1000명당 약 66건에서 41건으로 감소했다. 이러한 비율은 유럽 국가마다 다르다.

##### 영국
2013년 연구에 따르면 영국 임신의 약 16%가 계획되지 않은 임신이고, 29%가 양가 감정을 느끼는 임신이며, 55%가 계획된 임신이다.

##### 프랑스
프랑스에서는 임신의 33%가 의도하지 않은 임신이다. 의도하지 않은 임신 위험이 있는 여성 중 3%만이 피임을 사용하지 않으며, 20%는 자궁 내 장치를 사용한다.

##### 스웨덴
스웨덴의 한 연구(2008-2010)에 따르면 의도하지 않은 임신율은 23.2%였다. 웁살라에서 수행된 한 연구(2012-2013)에서는 임신의 12%가 어느 정도 또는 매우 계획되지 않은 것으로 나타났다.

##### 러시아
2004년 연구에 따르면 응답자의 58%가 현재 임신을 "바람직하고 시기적절하다"고 답한 반면, 23%는 "바람직하지만 시기적절하지 않다", 19%는 "바람직하지 않다"고 답했다.

#### 아시아
2010년에서 2014년 사이에 15-44세 여성의 약 5.4%가 의도하지 않은 임신을 했으며, 아시아에서는 매년 5,380만 건의 의도하지 않은 임신이 발생한다.

##### 인도
인도에서 의도하지 않은 임신 건수는 지난 10년 동안 크게 변하지 않았거나 특정 방식으로 측정되지 않았다. 3차례의 국립가족건강조사(NFHS) 모두에서 인도 여성의 약 4분의 1이 의도하지 않은 임신을 경험했다. 유엔 인구 기금의 보고서에 따르면, 매년 전 세계적으로 약 1억 2,100만 건의 계획되지 않은 임신이 발생하며, 이 중 7건 중 1건은 인도에서 발생한다. 인도의 가장 인구가 많은 주 우타르프라데시주 (인구 약 2억 명)는 인도 전체보다 원치 않는 출산이 두 배 많다 (1.65 대 0.80). 인도 여성의 피임에 대한 미충족 필요 수준은 의도하지 않은 임신율과 낙태율과 일치한다. 이러한 사실은 여성과 부부의 피임 요구를 충족시키고 안전한 낙태 서비스에 대한 접근을 보장하기 위한 추가 투자의 필요성을 강조한다.

#### 아프리카
의도하지 않은 임신의 4분의 1은 아프리카에서 발생하며 사하라 이남 아프리카의 의도하지 않은 임신율은 평균 33.9%이다.

#### 북미
1990–1994년부터 2010–2014년까지 북미 지역의 의도치 않은 임신율은 15–44세 여성 1,000명당 약 50건에서 47건으로 감소했다.

##### 미국
거트마허 연구소에 따르면, 2011년 미국 임신의 45%는 의도치 않은 임신이었으며, 이는 연간 약 280만 건의 임신에 해당한다. 2006년에 대부분의 주는 여성 1,000명당 의도치 않은 임신율이 40건에서 65건 사이였다. 의도치 않은 임신율이 가장 높은 주는 미시시피주로 여성 1,000명당 69건이었고, 그 다음으로 캘리포니아주, 델라웨어주, 컬럼비아 특별구, 하와이, 네바다주가 66건에서 67건이었다. 뉴햄프셔주는 여성 1,000명당 36건으로 가장 낮은 비율이었고, 그 다음으로 메인주, 노스다코타주, 버몬트주, 웨스트버지니아주가 37건에서 39건이었다.
낙태의 92% 이상은 의도치 않은 임신의 결과이며, 의도치 않은 임신은 연간 약 130만 건의 낙태를 초래한다. 2001년에는 의도치 않은 임신의 44%가 출산으로, 42%가 인공 낙태로, 나머지는 유산으로 이어졌다. 45세까지 미국 여성의 절반 이상이 의도치 않은 임신을 경험한 것으로 추정된다. 2012년 한 연구에 따르면, 31세 미만(1982년 이후 출생)의 미국 거주자 3분의 1 이상이 의도치 않은 임신의 결과로 태어났으며, 이는 2002년과 거의 변동 없는 비율이다.
| 년도 | 의도치 않은 임신 | 의도치 않은 출산 |
| ---- | ---------------- | ---------------- |
| 1981 | 54.2             | 25               |
| 1987 | 53.5             | 27               |
| 1994 | 44.7             | 21               |
| 2001 | 48               | 23               |
| 2008 | 51               | 27               |

## 의도하지 않은 임신과 관련된 요인
의도하지 않은 임신은 일반적으로 피임을 사용하지 않거나 일관적이지 않거나 잘못 사용하는 성관계 후에 발생한다. 이러한 임신은 피임을 올바르게 사용했음에도 불구하고 발생할 수 있지만 흔하지는 않다. 예를 들어, 미국에서 2008년에 발생한 모든 의도하지 않은 임신 중 일관적으로 현대적인 피임을 사용한 여성은 의도하지 않은 임신의 5%만을 차지했으며, 일관적이지 않거나 전혀 피임을 사용하지 않은 여성은 전체 의도하지 않은 임신의 각각 41%와 54%를 차지했다.
개인이나 부부가 피임을 일관적으로 사용하는 데 영향을 미칠 수 있는 여러 요인이 있다. 여성은 의도하지 않은 임신 위험을 이해하지 못하거나 임신을 예방하기 위한 효과적인 피임에 접근할 수 없을 수도 있다. 마찬가지로, 성관계에 참여하는 시기나 방법을 통제하지 못할 수도 있다. 따라서 다음과 같이 의도하지 않은 임신 가능성을 높이는 여러 요인이 관련되어 있다.

### 젊은 나이
전 세계의 연구는 젊은 나이 (청소년 또는 청년기)가 임신이 의도하지 않거나 계획되지 않은 임신일 가능성을 높인다는 것을 일관적으로 발견한다.
미국에서는 성적으로 활동적인 젊은 여성이 다른 연령대에 비해 피임을 덜 사용할 가능성이 높으며, 따라서 의도치 않은 임신을 할 가능성이 더 높다. 의도치 않은 임신 위험이 있는 15-19세 젊은 여성의 약 18%는 피임을 사용하지 않는 반면, 20-24세 여성은 13%, 25-44세 여성은 10%이다.
2011년 미국에서 15-19세의 젊은 여성을 대상으로 한 약 574,000건의 10대 임신 중 75%가 의도치 않은 임신이었다. 2011년에는 15-19세 여성 1,000명당 의도치 않은 임신율이 41건이었다. 많은 십대들이 성적으로 활동적이지 않기 때문에 이러한 추정치는 성관계를 하는 십대들의 의도치 않은 임신 위험을 과소평가한다. 성 활동을 고려한 계산 결과 의도치 않은 임신율이 다른 연령대에 비해 성적으로 활동적인 15-19세 여성에서 가장 높게 나타났다. 의도치 않은 십대 임신의 약 3분의 1이 낙태로 끝난다.
미국에서 십대들의 의도치 않은 임신율은 감소하고 있다. 2008년에서 2011년 사이에 15-17세 여성의 의도치 않은 임신율은 44% 감소했고 18-19세 여성의 의도치 않은 임신율은 20% 감소했다. 이러한 감소는 성 활동의 변화보다는 성적으로 활동적인 십대들의 피임 사용 개선에 기인한다.

### 관계 상태
관계 상태는 의도치 않은 임신과 강한 상관 관계가 있지만, 연구마다 관계 상태 측정 기준이 다르다. 일부 연구에서는 싱글이 의도치 않은 임신을 경험할 가능성을 높이는 것으로 나타났으며, 일부는 파트너와 동거하지 않는 것이 가능성을 높이는 것으로 나타났고, 다른 일부는 파트너와의 동거가 의도치 않은 임신 위험을 높이는 것으로 나타났다.
미국에서는 결혼하지 않았지만 파트너와 동거하는 여성은 결혼하지 않은 비동거 여성(1,000명당 141건 대 36-54건)과 기혼 여성(1,000명당 29건)에 비해 의도하지 않은 임신율이 더 높다.

### 저소득
빈곤, 저소득 및 경제적 어려움은 전 세계 여성의 의도치 않은 임신 위험을 증가시킨다.
빈곤과 저소득은 여성의 의도치 않은 임신 위험을 증가시킨다. 빈곤선 미만 소득 여성의 의도치 않은 임신율은 2011년에 1,000명당 112건으로, 빈곤선의 200% 이상 소득 여성의 비율(1,000명당 20건)보다 5배 이상 높다.

### 소수 인종 배경/민족
자신이 인종 또는 민족 소수 집단에 속하는 국가에 거주하는 여성은 해당 지역의 주류 인종 여성보다 의도하지 않은 임신율이 높은 경우가 많다.
미국에서는 인종적 소수자로 분류되는 여성들이 의도치 않은 임신 위험이 증가한다. 2011년 비히스패닉 흑인 여성의 의도치 않은 임신율은 비히스패닉 백인 여성보다 두 배 이상 높았다 (1,000명당 79명 대 33명).

### 낮은 교육 수준
전 세계의 연구는 비교적 낮은 교육 수준을 가진 여성이 더 교육받은 여성보다 계획되지 않은 임신을 경험할 가능성이 훨씬 높다는 것을 일관적으로 발견한다. 이러한 차이를 만드는 교육 수준은 여러 연구에서 입증된 바와 같이 지역과 국가에 따라 상대적이다.
고등학교 학위가 없는 여성은 2011년 어떤 교육 수준보다 의도치 않은 임신율이 가장 높았으며, 1,000명당 73명으로 이 집단의 전체 임신의 45%를 차지했다. 의도치 않은 임신율은 교육 수준이 높아질수록 감소했다.

### 평생 학대, 현재 가정 학대 및 비동의적 성교
성적 강압, 강간, 심지어 강제 임신은 의도치 않은 임신과 관련될 수 있으며, 이 모든 것은 때때로 가정폭력의 맥락에서 발생한다. 다양한 국가의 연구는 친밀한 파트너 폭력 또는 현재 학대, 뿐만 아니라 이전 학대 (아동기 포함)와 의도치 않은 임신을 경험할 위험이 높다는 것을 관련시켰다.
1996년 미국 여성 4000명 이상을 3년간 추적 조사한 종단 연구 결과, 12~45세 생존자 중 강간 관련 임신율은 5.0%였다. 이 비율을 미국에서 발생한 강간에 적용하면 매년 강간으로 인해 미국에서 32,000건 이상의 임신이 발생함을 시사한다.
피임 방해는 임신을 막으려는 노력을 훼손하기 위해 피임을 조작하거나 피임 사용을 방해하는 형태의 학대이다.

### 다산 / 이미 자녀가 있는 경우
이미 자녀가 있는 여성은 임신을 의도하지 않은 것으로 보고할 가능성이 높다. 이러한 차이를 만드는 자녀 수는 여러 연구에서 입증된 바와 같이 지역과 국가에 따라 상대적이다.

## 공중 보건 영향
2011년 미국에서 모든 의도하지 않은 임신의 42%는 낙태로 끝났고, 58%는 출산으로 끝났다 (유산 제외). 임신의 결과에 관계없이 의도하지 않은 임신은 개인 및 공중 보건에 상당한 부정적인 영향을 미친다.

### 의도하지 않은 출산
임신은 의도적이든 의도하지 않았든 위험과 잠재적인 합병증이 있다. 평균적으로 만삭까지 이어진 의도치 않은 임신은 의도된 임신보다 임산부와 자녀에게 더 나쁜 결과를 초래한다.

#### 임신 전 관리의 기회 상실
의도하지 않은 임신은 일반적으로 임신 전 상담 및 임신 전 관리를 배제한다. 당뇨병 또는 자가 면역 질환과 같은 기존 의료 질병이 있는 의도하지 않은 임신 환자는 임신 전에 이러한 질병 관리를 최적화할 수 없으며, 이는 결과적으로 임신 중 더 나쁜 결과와 종종 관련된다. 뇌전증 또는 고혈압 치료에 사용되는 일부 약물과 같이 알려진 기형 유발 물질 약물을 복용하는 환자는 의도하지 않은 임신 전에 기형 유발 물질이 아닌 약물 요법으로 변경할 기회를 놓칠 수 있다. 의도하지 않은 임신은 임신 전에 성병을 해결할 기회를 배제한다. 치료받지 않은 성병은 조기 출산 또는 신생아의 감염과 관련될 수 있다.

#### 늦은 산전 관리 시작
의도하지 않은 임신 환자는 산전 관리를 늦게 시작한다. 원치 않는 임신은 시기가 맞지 않는 임신보다 더 지연된다. 산전 관리를 늦게 시작하는 환자는 또한 태아의 유전적 검사 기회를 놓칠 수 있으며, 이는 비정상적인 태아를 식별하고 임신을 계속하거나 종료하는 결정에 사용될 수 있다.

#### 산모 정신 건강
의도하지 않은 임신을 한 여성은 임신 중 또는 임신 후 우울증에 걸릴 가능성이 더 높다.

#### 관계 스트레스
의도하지 않은 임신을 한 여성은 임신 중 신체적 폭력 위험이 증가하고, 관계 불안정을 더 많이 느끼는 것으로 보고되었다.

#### 임신 중 물질 사용

주류에 붙은 라벨은 임신 중 알코올 섭취 금지를 권장한다.

의도하지 않은 임신을 한 여성은 담배를 피우거나, 임신 중 술을 마시거나,, 임신 중 폭음을 할 가능성이 더 높으며, 이는 건강 결과가 좋지 않은 결과를 초래한다.  (참조: 태아 알코올 증후군)

#### 조산 및 저체중아 출산율 증가
의도치 않은 임신은 조기 분만 가능성이 높고, 특히 원치 않는 임신의 경우 저체중아 출산 가능성이 높다.

#### 영아와의 유대 감소
의도치 않은 임신은 낮은 모아 관계 질과 관련이 있다. (참조: 모성 유대)

#### 모유 수유 감소
의도하지 않은 임신을 한 여성은 모유 수유할 가능성이 낮으며, 이는 그 자체로 산모와 영아 모두에게 여러 가지 개선된 건강 결과와 관련이 있다.

#### 아동 방치 및 학대율 증가
의도치 않은 임신으로 태어난 아동은 아동 학대 및 방치 위험이 더 높다.

#### 장기 발달 결과 불량
의도하지 않은 임신으로 태어난 아이들은 학교에서 성공할 가능성이 낮고, 시험 점수가 현저히 낮으며, 빈곤 상태에 살고 공적 부조가 필요할 가능성이 높고, 비행 및 범죄 행위를 할 가능성이 높다.

#### 입양
의도하지 않은 임신은 영아의 입양으로 이어질 수 있으며, 여기서 친부모(또는 출산 부모)는 양육 부모에게 자신의 특권과 책임을 양도한다. 출산 부모는 현재 임신을 양육하고 싶지 않지만 임신을 낙태로 종료하는 것보다 만삭까지 임신을 유지하는 것을 선호할 때 입양을 선택한다. 미국에서만 매년 135,000명의 어린이가 입양되며, 이는 전체 출생아의 약 3%에 해당한다. 2010년 인구 조사에 따르면 미국에는 1,527,020명의 입양 어린이가 있었으며, 이는 전체 미국 어린이의 2.5%에 해당한다. 입양에는 공개 입양과 비공개 입양 두 가지 형태가 있다. 공개 입양은 친부모가 양육 부모 및 입양된 아동과 알고 연락할 수 있도록 허용한다. 비공개 입양에서는 친부모와 양육 부모 사이에 접촉이 없으며, 양육 부모와 친부모를 식별하는 정보는 공유되지 않는다. 그러나 친부모에 대한 비식별 정보(예: 배경 및 의료 정보)는 양육 부모와 공유된다.

### 유도 낙태
임신의 자발적 종료인 낙태는 의도하지 않은 임신의 주요 결과 중 하나이다. 전 세계적으로 유도 낙태의 상당 부분은 원치 않거나 시기가 맞지 않은 임신으로 인한 것이다. 의도하지 않은 임신은 전 세계적으로 연간 약 4,200만 건의 유도 낙태를 초래한다. 미국에서는 모든 의도하지 않은 임신의 약 42%가 낙태로 끝났다. 낙태의 92% 이상은 의도하지 않은 임신의 결과이다. 낙태율이 가장 높은 미국 주는 델라웨어주, 뉴욕주, 뉴저지주로 각각 여성 1,000명당 40건, 38건, 31건이었다. 메릴랜드주, 캘리포니아주, 플로리다주, 네바다주, 코네티컷주도 여성 1,000명당 25건에서 29건으로 높은 비율을 보였다. 낙태율이 가장 낮은 주는 와이오밍주로 여성 1,000명당 1건 미만이었고, 그 다음으로 미시시피주, 켄터키주, 사우스다코타주, 아이다호주, 미주리주가 여성 1,000명당 5건에서 6건이었다.
낙태는 현대 의학 기술에 따라 수행될 경우 건강 위험이 거의 없다. 낙태가 합법적인 고자원 지역에서는 임산부의 경우 출산보다 질병률과 사망률이 낮다. 그러나 안전한 낙태가 불가능한 지역에서는 낙태가 산모 사망률과 질병률에 상당한 기여를 할 수 있다. 낙태 결정이 일부 개인에게 심리적 고통을 야기할 수 있지만, 일부는 낙태 후 고통이 감소하는 것을 발견한다. 낙태로 인한 광범위한 심리적 피해에 대한 증거는 없다.

### 산모 사망
1995년부터 2000년까지 6년 동안 전 세계적으로 약 3억 3800만 건의 임신이 의도하지 않고 원치 않는 임신이었다(이 기간 동안 총 12억 건의 임신 중 28%). 이러한 원치 않는 임신은 거의 700,000명의 산모 사망으로 이어졌다(이 기간 동안 산모 사망의 약 5분의 1). 사망의 3분의 1 이상은 임신 또는 출산과 관련된 문제 때문이었지만, 대부분(64%)은 불안전하거나 비위생적인 낙태 합병증으로 인한 것이었다. 대부분의 사망은 가족계획 및 재생산 건강 서비스가 덜 이용 가능한 저자원 지역에서 발생했다. 엘살바도르, 온두라스, 니카라과, 아이티, 도미니카 공화국, 자메이카, 수리남, 이집트, 마다가스카르, 모리타니, 세네갈, 시에라리온, 콩고 공화국, 라오스, 필리핀, 이라크와 같이 낙태가 극도로 금지된 특정 국가에서는 의도하지 않은 임신을 한 여성들이 자살을 하도록 강요했으며 이는 산모 사망에도 기여했다.

### 비용 및 잠재적 절감 효과
의도하지 않은 임신으로 인한 공공 비용은 단기 의료 비용으로 연간 약 110억 달러로 추정된다. 이는 출산 비용, 1년간의 영아 의료 비용 및 태아 손실 비용을 포함한다. 의도하지 않은 임신을 예방하면 단기 의료 비용으로 연간 50억 달러 이상을 절약할 수 있다. 장기 비용 및 다른 분야에서의 절감 효과는 훨씬 클 것이다.
또 다른 추정치에 따르면, 의도하지 않은 임신의 직접적인 의료 비용은 영아 의료를 포함하지 않고 2002년에 50억 달러였다.
브루킹스 연구소는 연구를 수행했으며 그 결과는 납세자들이 의도치 않은 임신에 매년 120억 달러 이상을 지출한다는 것을 보여준다. 그들은 또한 만약 모든 의도치 않은 임신이 예방된다면, 의료 지출에서 발생하는 절감액만으로 연방 회계 연도 2010년 헤드 스타트 및 얼리 헤드 스타트 프로그램 예산의 4분의 3 이상에 해당하며, 연방 정부가 매년 아동 보육 및 개발 기금(CCDF)에 지출하는 금액과 거의 같을 것이라고 결론지었다. 2002년에 피임 사용으로 인해 의도하지 않은 임신으로 인한 직접 의료 비용에서 약 190억 달러가 절감되었다.
2006년에 공적 자금 지원 가족 계획 서비스(Title X, Medicaid, 주 자금)는 여성들이 194만 건의 의도하지 않은 임신을 피하도록 도왔으며, 이로 인해 약 86만 건의 의도하지 않은 출산과 81만 건의 낙태를 예방했다. 공적 자금 지원 가족 계획 서비스가 없었다면 미국에서 의도하지 않은 임신 및 낙태 건수는 전체 여성 중 약 3분의 2, 십대 중 약 3분의 2, 저소득층 여성 중 의도하지 않은 임신 건수는 거의 두 배가 되었을 것이다. 공적 자금 지원 클리닉에서 제공되는 서비스는 2008년에 단기 의료 비용으로 연방 및 주 정부에 약 51억 달러를 절감했다. 전국적으로 여성들이 의도하지 않은 임신을 피하도록 돕는 데 투자된 1.00달러당 그렇지 않았다면 필요했을 Medicaid 지출에서 3.74달러가 절감되었다.
미국에서는 의도하지 않은 임신을 한 여성이 후속 계획되지 않은 임신을 할 가능성이 더 높다. 산전, 산후 및 낙태 후 관리의 일부로 가족 계획 및 피임 서비스를 제공하는 것은 의도하지 않은 임신 재발을 줄이는 데 도움이 될 수 있다.
미국 외 지역에서 효과적인 피임에 접근할 수 없는 저소득 국가의 2억 100만 명의 의도하지 않은 임신 위험이 있는 여성들에게 현대적인 피임을 제공하는 데는 연간 약 39억 달러가 소요될 것으로 추정된다. 이 지출은 연간 약 5200만 건의 의도하지 않은 임신을 예방하고, 연간 150만 건의 산모 및 아동 사망을 예방하며, 인공 낙태를 64%(연간 2500만 건) 줄일 것이다. 임신 관련 질병 감소는 연간 2700만 건강한 생존년을 보존하며, 건강한 생존년당 비용은 144달러이다.

## 역사
의도하지 않은 임신을 예방하는 초기 방법에는 철수 및 성교의 다양한 대안이 포함되었다. 이 방법들은 올바르게 사용하기 어렵고, 방법이 없는 것보다는 낫지만 현대적인 방법보다 실패율이 높다. 살정제, 피임약, 낙태약 또는 유사한 특성을 가진다고 여겨지는 다양한 장치 및 약물도 사용되었다.
낙태는 고대부터 원치 않는 출산을 예방하기 위해 유도되었으며, 낙태 방법은 가장 초기의 의학 문헌에 설명되어 있다. 초기 방법의 안전성 정도는 출산의 위험에 비해 불분명하다.
현대 피임을 이용할 수 없는 곳에서는 낙태가 때로는 출산을 예방하는 주요 수단으로 사용되기도 했다. 예를 들어, 1980년대 동유럽과 구소련 공화국 대부분 지역에서는 원하는 자녀 수가 적었지만 현대적인 피임 방법을 쉽게 구할 수 없었기 때문에 많은 부부가 합법적이고 안전하며 쉽게 이용 가능한 낙태에 의존하여 출산을 조절했다. 많은 경우, 피임이 더 쉽게 이용 가능해짐에 따라 의도하지 않은 임신 및 낙태율은 1990년대에 급격히 감소했다.
영아 살해('관습적 신생아 살해') 또는 유기(때로는 노출 형태)는 원치 않거나 가족이 부양할 수 없는 영아를 처리하는 다른 전통적인 방법이다. 이러한 관행의 도덕성 또는 바람직성에 대한 의견은 역사를 통틀어 변화했다.
19세기와 20세기에 영아 및 아동 사망률 감소로 아동이 성인이 될 확률이 높아지면서 원하는 임신 횟수가 감소했다. 여성의 교육 수준과 경제적 기회와 같은 다른 요인들도 원하는 자녀 수 감소로 이어졌다. 원하는 자녀 수가 줄어들면서 부부는 생식 생활의 더 많은 부분을 의도치 않은 임신을 피하는 데 보낸다.

### 미국 역사
1970년대에 미국 출산율이 감소했다. 이러한 감소를 초래했을 가능성이 있는 요인은 다음과 같다. 1960년 경구 피임약 도입 및 이후 급격한 인기 증가, 1960년대 및 1970년대 초 피임약 합법화 완료, 1960년대 가족 계획을 위한 연방 자금 지원 도입 및 1970년 타이틀 X, 여성의 경력 및 교육 수준 향상과 그 결과로 인한 기회 비용 증가, 1973년 낙태 합법화. 출산율 감소는 입양되는 아동 수 감소 및 신생아 살해율 감소와 관련이 있었다.
- 낙태 합법화가 시술 가능성을 어느 정도 높였는지는 불분명하다.[6] 합법화 이전에 연간 약 100만 건의 낙태가 이루어졌을 것으로 추정된다.[6] 합법화 이전에는 낙태가 가장 흔한 범죄 활동 중 하나였을 가능성이 높다.[6] 합법화 이전에 미숙련 의료 종사자에 의해 수행된 낙태 합병증으로 인해 연간 1,000명에서 10,000명의 여성이 사망한 것으로 추정된다.[6] 합법화 이후 젊은 여성의 임신 관련 사망이 감소했으며, 미숙련 의료 종사자에 의해 수행된 유도 낙태로 인해 발생할 수 있는 불완전 또는 패혈성 낙태로 인한 병원 입원이 감소했다.[6]
- 생후 첫 시간 동안의 영아 살해율은 1963년부터 1972년까지 10만 명당 1.41명에서 1974년부터 1983년까지 10만 명당 0.44명으로 감소했으며, 생후 첫 달 동안의 비율도 감소했지만, 이 기간 동안 더 나이가 많은 영아의 비율은 증가했다.[79]

의도치 않은 임신율은 1987년부터 1994년까지 피임 사용 증가로 인해 크게 감소했다. 그 이후로는 위에서 설명한 바와 같이 비율이 비교적 변동 없이 유지되고 있다.

## 같이 보기
- 인구배당효과
- 빈곤의 여성화
- 국제인구개발회의
- 밀레니엄 개발 목표
- 속도위반 결혼